# Mafique

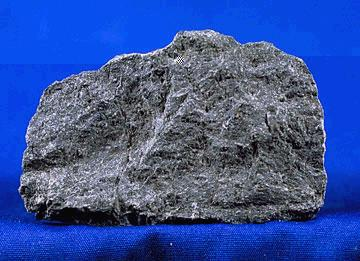
Basalte.

Un silicate ou une roche silicatée est dit(e) mafique quand il ou elle est riche en magnésium et en fer. Cet adjectif est dérivé de « magnésium » et « ferrique » — on dit aussi ferromagnésien(ne) —, mais ces minéraux et roches contiennent souvent aussi beaucoup de calcium. La plupart des minéraux mafiques sont de couleur sombre et de densité supérieure à 3. Les principaux minéraux mafiques sont l'olivine, le pyroxène, l'amphibole et la biotite. Les roches mafiques les plus courantes sont le basalte et le gabbro.
Au plan chimique, les roches mafiques sont à l'opposé du spectre des roches felsiques. Le terme correspond grossièrement à l'ancienne classe basique des roches.
Les laves mafiques, avant de refroidir, ont une faible viscosité, en comparaison des laves felsiques, ce qui est expliqué par le faible taux de silice dans le magma mafique. L'eau et les autres composés volatils peuvent plus facilement et graduellement s'échapper de la lave mafique, aussi les éruptions des volcans contenant de la lave mafique sont moins violemment explosives que les éruptions felsiques.
| Texture de roche              | Nom de roche mafique                |
| ----------------------------- | ----------------------------------- |
| Pegmatitique                  | Gabbro pegmatite                    |
| Gros grains (phanéritique)    | Gabbro                              |
| Gros grains et porphyritique  | Gabbro porphyritique                |
| Grains fins (aphanitique)     | Basalte                             |
| Grains fins et porphyritique  | basalte porphyritique               |
| Pyroclastique                 | Basalte tuf ou brèche               |
| Vestibulaire                  | Basalte vestibulaire                |
| Amygdaloïdal                  | Basalte amygdaloïdal                |
| Beaucoup de petites vésicules | Scorie                              |
| Vitreuse                      | Tachylyte, sideromelane, palagonite |